# 古城区
古城区（こじょうく）は中華人民共和国雲南省麗江市の市轄区である。区政府駐在地は西安街道福慧路。

## 歴史
- 1949年10月1日 - 中華人民共和国雲南省麗江専区が成立。麗江県・永勝県・華坪県・剣川県・鶴慶県・蘭坪県・中甸県・維西県・碧江設治局・寧蒗設治区・徳欽設治区・福貢設治区・貢山設治局が発足。(8県2設治局3設治区)
- 1958年9月24日 - 麗江県が自治県に移行し、麗江ナシ族自治県となる。(2県2自治県)
- 1970年 - 麗江専区が麗江地区に改称。(2県2自治県)
- 1996年2月3日 - 麗江地震が発生。
- 2002年12月26日 - 麗江地区が地級市の麗江市に昇格。

### 麗江市
- 2002年12月26日 - 麗江地区が地級市の麗江市に昇格。(1区2県2自治県)
  - 麗江ナシ族自治県が分割され、古城区・玉竜ナシ族自治県が発足。
- 2003年5月18日 - 古城区が正式に成立。

## 行政区画
| 区分   | 数 | 名称                               |
| ------ | -- | ---------------------------------- |
| 街道   | 7  | 西安 祥和 大研 金山 束河 開南 文化 |
| 鎮     | 2  | 金安 七河                          |
| 郷     | 1  | 大東                               |
| 民族郷 | 1  | 金江ペー族郷                       |

## 教育
- 麗江文化旅游学院（中国語版）
- 麗江師範高等専科学校（中国語版）
- 麗江職業技術学院（中国語版）

## 交通

### 航空
- 麗江三義空港
- 寧蒗瀘沽湖空港（中国語版）

### 鉄道
- 中国鉄路総公司
  - 中国鉄路昆明局集団公司
    - 大麗線

麗江東駅 - 仁和駅(麗江市) -（大理方面）

### 道路
- 高速道路
  -  大麗高速道路（中国語版）
  -  蓉麗高速道路（中国語版）
  - S221 麗江空港高速道路
- 国道
  -  G348国道（中国語版）
  -  G353国道（中国語版）
- 省道
  -  223省道

## 健康・医療・衛生
- 古城区人民医院
- 西南医科大学附属中医医院麗江分院[1]

## 名所・旧跡・観光スポット

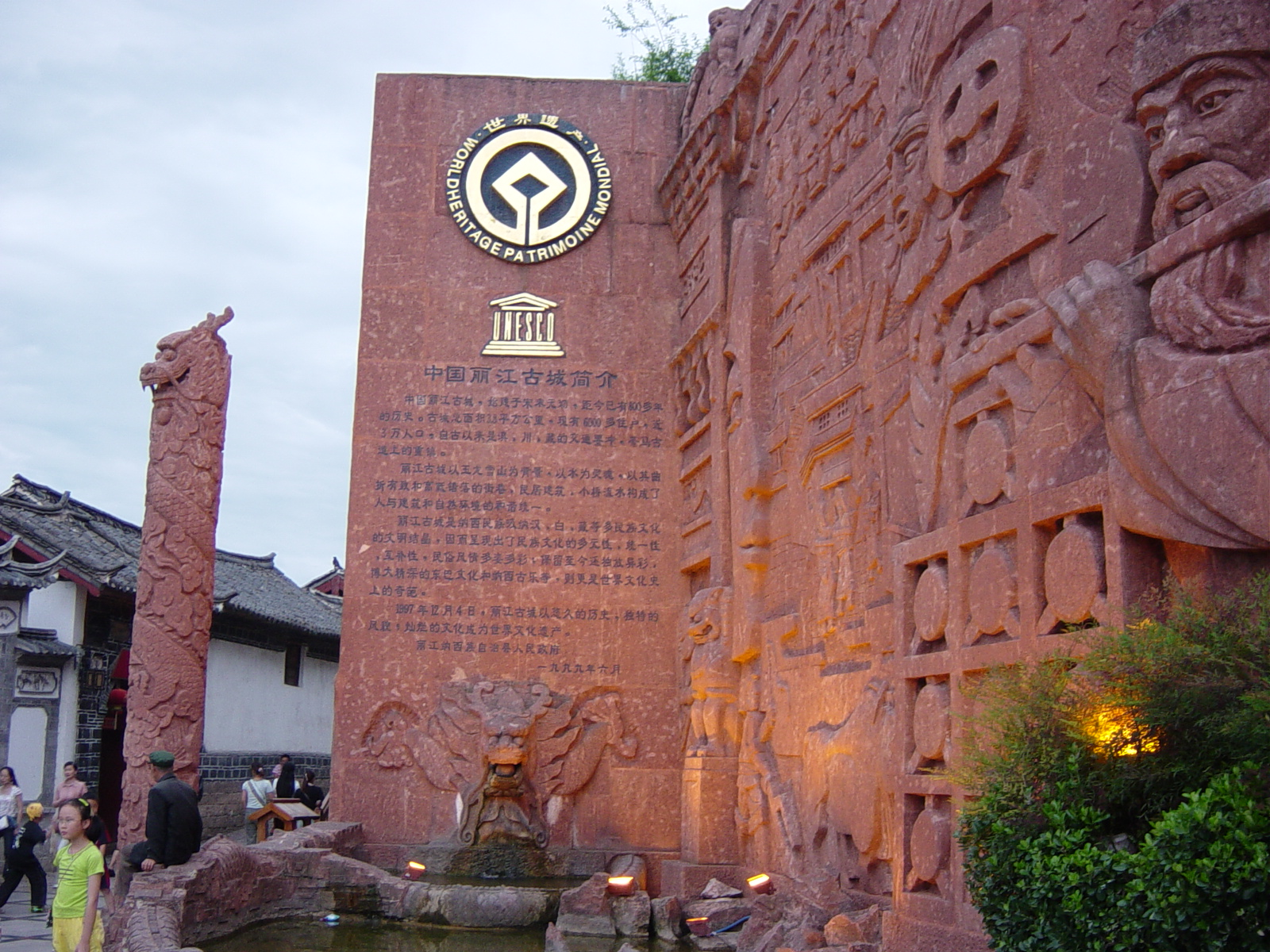
ナシ族によって建設された旧市街地。世界遺産 麗江古城紹介の碑

- 麗江古城[2]